# Olympique d'Antibes Juan-les-Pins
L'Olympique d'Antibes Juan-les-Pins és un club francès de bàsquet de la ciutat d'Antibes. Els seus colors són el blau i el groc.

## Palmarès
- 3 Lliga francesa de bàsquet: 1970, 1991, 1995.

## Jugadors històrics
- Laurent Foirest
- Stéphane Ostrowski

## Entrenadors històrics
- Jacques Monclar (1988 - 1996 i 1999 - 2002)
- Serge Provillard (2003 - 2004)
- Stéphane Ostrowski (2005 - avui)